# Abd al-Qadir al-Maghribi

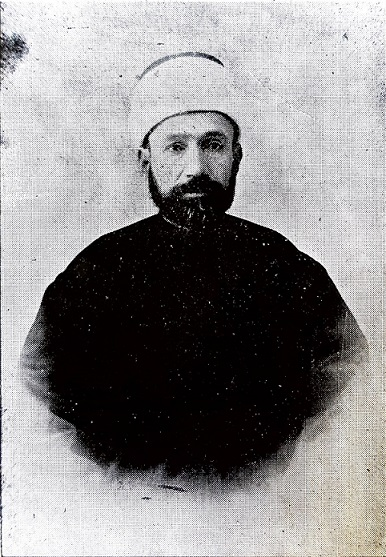
Abd al-Qadir al-Maghribi (1914)

Abd al-Qadir al-Maghribi (arab. عبد القادر المغربي / ʿAbd al-Qādir al-Maġribī; 1867–1956) war ein syrischer Journalist und religiöser und sozialer Reformer. Er war Mitbegründer der 1919 gegründeten Arabischen Akademie von Damaskus. Er wurde von den Ideen des Salafismus beeinflusst, war einer der Vorläufer der kulturellen Renaissance (Nahda) in Syrien und ist Autor von Memoiren.

## Publikationen (Auswahl)
- Memoiren مذكرات
- Mohammed und die Frauen (1928)